# Tempietto

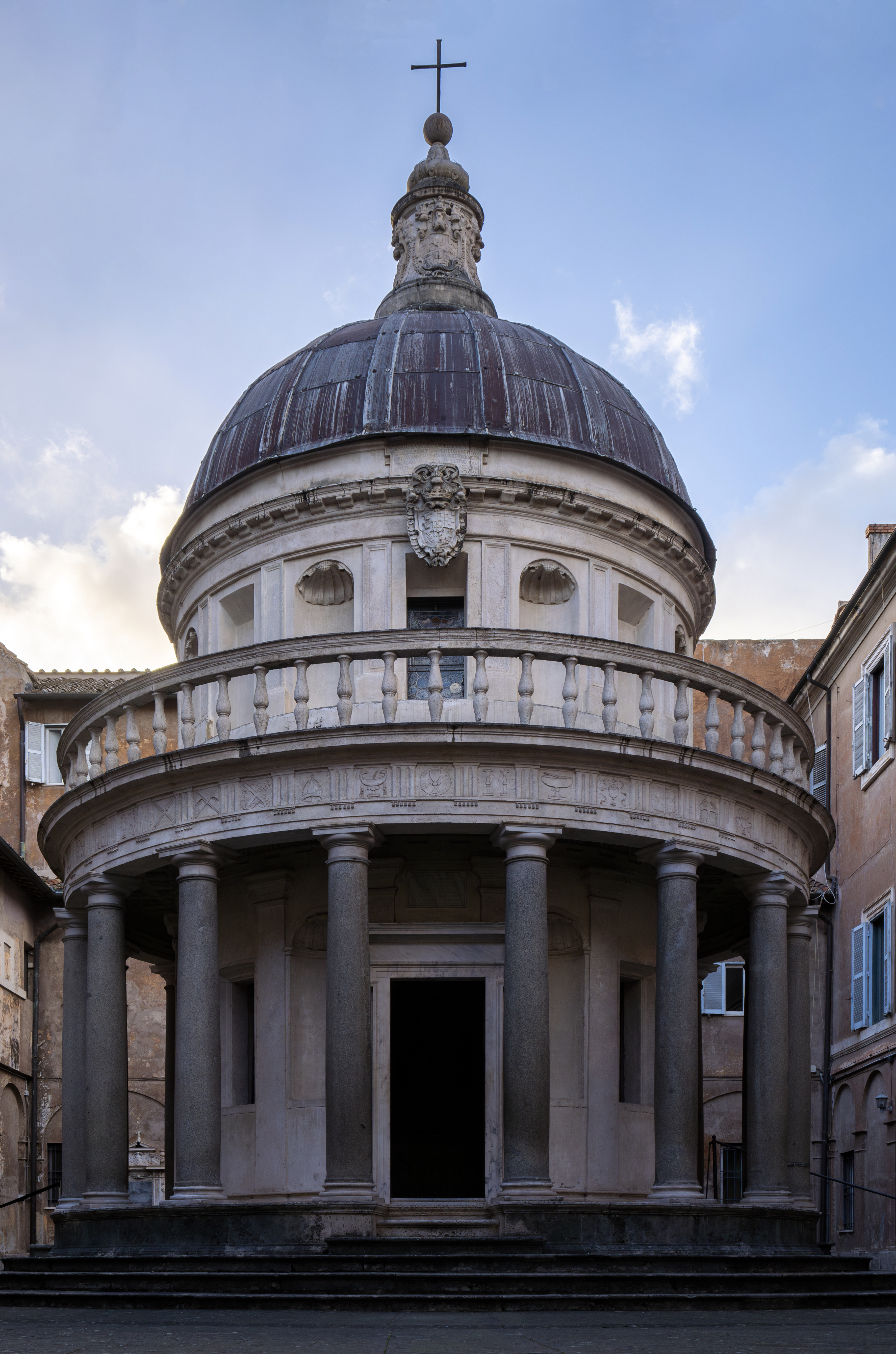
Tempietto w Rzymie według projektu Bramantego

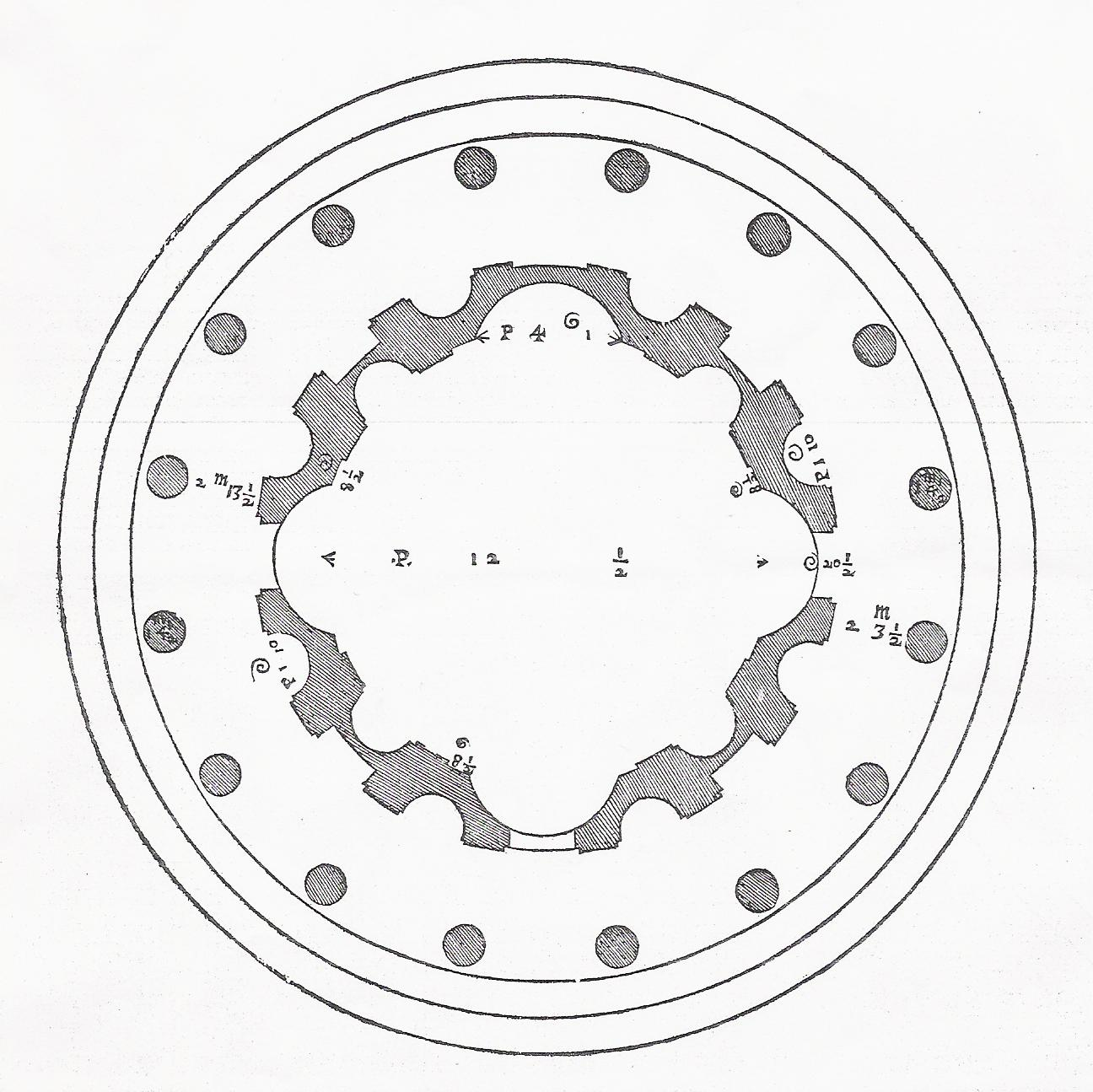
Plan Tempietto, Palladio (1570)

Tempietto (wł. – mała świątynia) – mała kaplica zbudowana na planie koła.
Nazwa używana szczególnie w odniesieniu do renesansowej kaplicy na dziedzińcu Kościoła św. Piotra in Montorio w Rzymie, zbudowanej w 1502 r. według projektu Donato Bramantego. Kaplicę wzniesiono na życzenie hiszpańskiej pary królewskiej – Ferdynanda i Izabeli. Tempietto upamiętnia miejsce męczeństwa św. Piotra i ucieleśnienia w swych skromnych wymiarach dążenie do harmonii i klasycznego porządku. Centralny korpus, celle zawierającą relikwiarz, wieńczy kopuła i otacza pierścień kolumn, czyli perystyl. Wielkość celli równa jest na planie promieniowi perystylu. Korpus otacza 16 toskańskich kolumn. Budowla charakteryzuje się prostą jednością, opartą na systemie harmonijnych proporcji, w których każdy element ma odniesienie zarówno do pozostałych części, jak i całości.